# 久努国造
久努国造（くののくにみやつこ/くぬのくにのみやつこ・くのこくぞう/くぬこくぞう）は久努国（遠江国中部）を支配した国造。

## 概要

### 表記
『先代旧事本紀』「国造本紀」に久努国造とある。

### 祖先
- 『先代旧事本紀』「国造本紀」には物部連の祖伊香色雄命の孫印幡足尼（いにばすくね、いなばすくね）が仲哀天皇朝に任じられたとある。
- 「天孫本紀」、「国造本紀」には伊香色雄命または十千根大連の子とされる印岐美連公は「志紀県主、遠江国造、久努直、佐夜直等の祖」とある。

### 氏族
久努氏（くぬうじ、くのうじ、姓は直）で、佐夜氏と同族とされる。

## 本拠
国造の本拠はのちの遠江国山名郡の久努郷で、現在の静岡県袋井市鷲巣・久野とされる。近辺には国本や久野といった地名があり、久野城跡なども残る。

### 支配領域
久努国造の支配領域は当時久努国と呼ばれていた地域であり、後の山名郡（袋井市）、周智郡、佐野郡一帯を支配していたとされる。隣の佐野郡曽我を素賀国造の本拠とする説もあるが、もともと山名郡は養老六年に佐益郡（佐野郡、佐夜郡）から8郷を割いて設置したとされ、本来久努国造の領域は山名郡と佐野郡であったことになる。

## 氏神
赤尾渋垂郡辺神社（あかおしぶたれこうりべじんじゃ）か。境内に印岐美命を祀る。

### 関連神社
- 七ツ森神社（ななつもりじんじゃ）
袋井市国本に鎮座する神社で、久努国造を祀る。

### 墓
- 蔵王権現神社古墳（ざおうごんげんじんじゃこふん）
全長49m、高さ4mの前方後方墳。古墳時代前期（4世紀）の築造で、印幡足尼の墓と考えられる[5]。
- 和田岡古墳群（わだおかこふんぐん）
  - 各和金塚古墳（かくわかなつかこふん） - 全長66mの前方後円墳で、5世紀初頭の築造とされる。
瓢塚古墳（ひさごつかこふん） - 全長63mの前方後円墳で、5世紀前半の築造とされる。
行人塚古墳（ぎょうにんつかこふん） - 全長43mの前方後円墳で、築造時期は4世紀とも5世紀ともされる。
吉岡大塚古墳（よしおかおおつかこふん） - 全長55mの前方後円墳で、5世紀中期の築造とされる。